# Richard Philippe
Pour les articles homonymes, voir Philippe.
Richard Philippe est un pilote automobile français né le 10 janvier 1990 à Valence (Drôme, France) et mort le 23 novembre 2018 en République dominicaine.
Après un certain temps, il a décidé de faire du go-kart à la place et en 2005, Philippe a remporté le championnat de Formule BMW USA à sa saison recrue.

## Biographie
Richard Philippe est le frère cadet de Nelson Philippe, lui aussi pilote professionnel.
Après avoir comme son frère ainé débuté en karting en Argentine, avant de passer par la France, l'Italie et les États-Unis, Richard Philippe fait ses débuts en sport automobile dans le championnat américain de Formule BMW en 2005. Titré dès sa première saison, il rejoint en 2006 les rangs du championnat de Formule Atlantic, au sein de l'écurie Forsythe Racing, avec une 2e place en guise de meilleur résultat, sur le tracé de Cleveland.
Malgré des tests en Champ Car fin 2006, il retourne en 2007 en Europe pour y disputer les World Series by Renault au sein de l'écurie Fortec.
Il participe aux Formule 3 Euro Series en 2008 et en Indy Lights en 2009 (13e au classement général). Il se retire ensuite du sport automobile, faisant une courte apparition en Porsche Carrera Cup France en 2014.
Il meurt dans un accident d'hélicoptère près de l'aéroport Casa de Campo en République dominicaine le 22 novembre 2018. Son grand-père Louis-Paul Guitay fait également partie des victimes.